# برايان لي (لاعب كرة قدم أمريكية)
برايان لي (بالإنجليزية: Brian Lee)‏ هو لاعب كرة قدم أمريكية أمريكي، ولد في 23 يناير 1975 في أرفادا في الولايات المتحدة.